# Alissa Jung
Alissa Jung, née le 30 juin 1981 à Münster, est une actrice et médecin allemande.

## Biographie

### Jeunesse
Alissa Jung naît à Münster, ses parents sont Juliane Kirchner et Burkhard Jung (en) (SPD), maire de Leipzig (Saxe) depuis 2006.
Elle est l'aînée de quatre sœurs et a une demi-sœur paternelle.

### Carrière
De 1992 à 1999, elle est membre du groupe d'écoute de l'ensemble radiophonique pour enfants de la MDR et travaille comme doubleuse, doublant et synchronisant divers films et séries pour enfants. En 1996, elle commence à jouer dans des pièces de théâtre (entre autres au Theaterhaus Schille en tant que personnage principal d'Antigone et au Schauspiel Leipzig dans Yellow de Jeff Noon). À l'âge de 16 ans, elle est découverte lors d'une représentation théâtrale et en 1998, elle décroche son premier rôle au cinéma dans la série ARD En toute amitié. Depuis, elle apparaît dans de nombreuses productions cinématographiques et télévisuelles.
Elle joue le rôle principal de Nelly Heldmann dans la telenovela Sat.1 de 2006 Schmetterlinge im Bauch (en), l'adaptation du conte de fées Des Kaisers neue Kleider (en), et le film Sat.1 Im Brautkleid meiner Schwester (en). Elle incarne le personnage principal, Marie de Nazareth, dans le téléfilm de 2012 Marie de Nazareth (en), et joue les rôles principaux dans les films Zweisitzrakete (en) (2013) et Open my Eyes (2016).
En 2019, elle joue dans le programme télévisé acclamé par la critique Das kleine Fernsehenspiel,, et le film Das Menschenmögliche.

### Vie privée
Alissa Jung vit avec son partenaire, le présentateur de télévision Jan Hahn (en), jusqu'à la fin de leur relation à l'automne 2006.
Elle réside ensuite à Berlin avec son mari, l'acteur Luca Marinelli. Ils se sont rencontrés sur le tournage de Marie de Nazareth (en).
En 2017, elle obtient son doctorat en médecine, Sa thèse est intitulée La carence en zinc est associée à des symptômes dépressifs,.

### Philanthropie
Alissa Jung lance en 2008 la campagne "Des écoles pour Haïti", qu'elle préside depuis 2011. L'association s'engage en faveur de l'éducation en Amérique centrale et en Europe. Elle finance entre autres deux écoles à Port-au-Prince, en Haïti, à travers des projets éducatifs, elle renforce le sens global des responsabilités chez les jeunes d'Allemagne et d'Italie.

## Filmographie

### Cinéma et télévision
- 1998-2005: En toute amitié (63 épisodes)
- 2000: Küss mich, Frosch
- 2001: Besuch aus Bangkok
- 2002-2003: Körner und Köter (en)
- 2003: Division criminelle
- 2004:
  - Brigade du crime
  - Hallo Robbie! (en)
  - Die Wache (en)
- 2005: Mission sauvetages
- 2006: Der erste Engel
- 2006-2007: Schmetterlinge im Bauch (en) (123 épisodes)
- 2007:
  - Frühstück mit einer Unbekannten (de)
  - Stolberg
  - SOKO Wismar (en)
- 2008:
  - Im Tal der wilden Rosen (en)
  - Griechische Küsse
  - Inga Lindström
  - Alerte Cobra
- 2009: Gardes côtes (en)
- 2010: 
  - Division criminelle
  - Tatort
  - Schafe zählen
  - Rosamunde Pilcher
  - Des Kaisers neue Kleider
- 2011: Im Brautkleid meiner Schwester
- 2012:
  - Marie de Nazareth (en)
  - Open my Eyes
  - Zweisitzrakete
- 2013: Heiter bis tödlich: Morden im Norden (en)
- 2014:
  - Die Familiendetektivin
  - Alerte Cobra
  - Die Bergretter (en)
- 2015:
  - Bettys Diagnose (en)
  - Soko brigade des stups
  - Einfach Rosa
- 2016:  Inga Lindström
- 2019: Das Menschenmögliche
- 2022: Der Überfall

### Jeu vidéo
- 2025 : Death Stranding 2: On the Beach : Lucy[8]